# Nationaal park South Bruny
Het Nationaal park South Bruny is een nationaal park op Brunyeiland, vlak bij Tasmanië, in Australië. Het park is 5059 ha. groot en is opgericht in oktober 1997. Het park loopt langs de gehele zuidelijke kuststrook van het eiland, van Fluted Cape tot aan het Labillardiereschiereiland.
Op de meeste plaatsen bestaat het park slechts uit de smalle kuststrook, met uitzondering van de beide uiteinden en ten zuiden van Mount Bruny, waar het park grotere stukken achterland, of zelfs vrijwel het hele schiereiland omvat. De kustlijn bestaat voornamelijk uit uit zee oprijzende kliffen met hier en daar gematigd regenwoud. Het hoogste punt van het eiland is de 504 meter hoge Mount Bruny.
Het nationaal park kent enkele wandelpaden, onder andere naar Fluted Cape en Mount Bruny. Op het Labillardiereschiereiland loopt een weg naar de Cape Brunyvuurtoren. Hier is ook een parkeerplaats en zijn enkele bezoekersfaciliteiten, zoals een toilet en picknickplaatsen.
In het nationaal park komen onder andere wallaby's voor, omdat deze diersoort hier geen natuurlijke vijanden heeft, heeft de alleen op Bruny voorkomende albino wallaby zich kunnen handhaven.
Ben Lomond · 
Cradle Mountain-Lake St Clair · 
Douglas-Apsley · 
Franklin-Gordon Wild Rivers · 
Freycinet · 
Hartz Mountains · 
Kent Group · 
Maria Island · 
Mole Creek Karst · 
Mount Field · 
Mount William · 
Narawntapu · 
Rocky Cape · 
Savage River · 
South Bruny · 
Southwest · 
Strzelecki · 
Tasman · 
Walls of Jerusalem
Nationale parken in: AUS · NSW · NT · QLD · SA · TAS · VIC · WA